# Vidua hypocherina
La viuda metálica (Vidua hypocherina) es una especie de ave paseriforme perteneciente a la familia Viduidae. Es una especie no amenazada según la IUCN. Se puede encontrar en Etiopía, Kenia, Somalia, Sudán del Sur, Tanzania y Uganda. Su hábitat natural es la sabana.